# Mas Fonollar
El Mas Fonollar és un monument protegit com a bé cultural d'interès local ubicat al carrer de Sant Jeroni, del municipi de Santa Coloma de Gramenet (Barcelonès).Construït inicialment a les darreries del segle xiv, fou inicialment una masia rural. Des de finals del segle xiv fins a començaments del segle xx, va ser propietat de la família Fonollar. L'edifici actual és fruït de successives reformes, així com del procés de rehabilitació enllestit l'any 1982 i que l'ha convertit en un Centre de Recursos Juvenils.

## Descripció
És una masia de planta baixa i un pis, de tipologia longitudinal coberta a dues aigües. Està construïda amb obrat en tàpia i pedra a les cantoneres, amb teulat a doble vessant, carener paral·lel a la façana, portal adovellat de punt rodó i finestres superiors amb llinda i brancals de pedra. Cal destacar la presència d'un forn artesanal i d'un hipogeu o túnel. També són interessants les restes de l'arquitectura interior, amb arcs de pedra i de maó als dos pisos, emmascarats per una restauració poc afortunada.

## Història
Tot i que no es coneix amb exactitud la data en què es va construir aquesta masia, el 1386 ja constiïa el nucli d'una important finca agrícola, propietat de Guillemí Fonollar. Des d'aquella data i fins a finals del segle xix, la família Fonollar n'ostentà la propietat. Durant els segles XVII i XVIII, fou objecte de diverses modificacions, que li donaren la fesomia i les característiques que encara conserva en l'actualitat

## Rehabilitació
L'any 1982 va ser objecte d'una rehabilitació integral, per tal de millorar les instal·lacions, incloure un ascensor panoràmic i prendre altres mesures complementàries per tal de garantir una major accessibilitat. Les obres han estat dirigides pels arquitectes Carles LLadó Royo i Joan Iñíguez, per part de l'empresa "Illa Arquiectos", i de l'arquitecta Elena Gómez Martínez, per part de l'Ajuntament de la ciutat. Actualment, és un edifici de titularitat pública i, des de l'any 2009, un monument protegit com a bé cultural i d'interès local.

## Serveis: el CRJ Mas Fonollar
Actualment, la masia funciona com un CRJ (centre de recursos per a Joves) gestionat per l'Ajuntament de Santa Coloma de Gramenet. Adreçat a adolescents i joves d'entre 12 i 35 anys, el CRJ Mas Fonollar és un equipament municipal dedicat a proporcionar eines i recursos a la població jove de la ciutat per a la seva plena emancipació i la integració a la vida adulta. El centre també vol ser un espai de trobada, relació i coneixença, on els joves poden gaudir d'oferta cultural i de lleure alternativa. Ofereix, entre d'altres serveis: informació juvenil, assessorament individual i en grup, tallers i cursos, ús gratuït d'ordinadors connectats a internet, buc de creació audiovisual i espai d'assaig musical, sala d'estudi, espai de trobada, activitats culturals i de lleure, i cessió d'espais. En època d'exàmens, també ofereix el servei de sala d'estudi nocturna.
El Mas Fonollar també acull iniciatives com ara l'Espai per la Pau o el Centre Europa Jove. L'Espai per la Pau posa a l'abast dels joves i professionals tot un conjunt d'eines educatives, participatives i creatives al servei de la formació i l'acció entorn a la cultura de la pau, la cooperació internacional al desenvolupament, la solidaritat i la convivència fomentada en el respecte per la diversitat i els drets humans. D’altra banda, el Centre Europa Jove és un espai per informar, orientar i assessorar a joves i entitats juvenils que vulguin participar en programes de mobilitat europea, així com en d'altres iniciatives i programes de la Unió Europea.